# Stroud
Stroud – miasto i civil parish w Wielkiej Brytanii (Anglia) w hrabstwie Gloucestershire, w dystrykcie Stroud. W 2001 roku miasto liczyło 32 052 mieszkańców. W 2011 roku civil parish liczyła 13 259 mieszkańców.

## Miasta partnerskie
- Gárdony
- Saint-Ismier
- Stroud
- Duderstadt
- Stroud